# Burg (plac)
Burg – plac położony w administracyjnym centrum Brugii.

## Historia

### Początki
Pierwotnie plac wytyczony został jeszcze za czasów rzymskich, kiedy to nie pełnił funkcji administracyjnego centrum miasta, lecz posiadał infrastrukturę obronną w postaci wału i był rzymską twierdzą. Rzymianie prawdopodobnie wybudowali ową fortyfikacje, ponieważ miała ona chronić wybrzeże przed piratami znad Morza Północnego.

### Okres średniowiecza
W okresie średniowiecza rzymską twierdzę przekształcono w zamek, a dzięki działaniom Arnulfa I Wielkiego zamek osiągnął obszar obejmujący 1,5 ha. W okresie od XI do XIII wieku przy placu Burg znajdowała się rezydencja hrabiów Flandrii, a w X i XII wieku zbudowana została Katedra św. Donacjana, która swój katedralny status uzyskała dopiero w 1559 roku po powołaniu biskupstwa Brugii.

### Współczesność
Współcześnie wiele dawnych budowli zostało zniszczonych. Taki los spotkał m.in. Katedrę św. Donacjana, która podczas Rewolucji francuskiej została zburzona (lata 1799–1800). Obecnie jednak zachowały się takie budowle jak średniowieczny ratusz czy Bazylika Świętej Krwi.